# ʿAbd al-Ghanī al-Maqdisī
 ʿAbd al-Ghanī ibn ʿAbd al-Wāhid ibn Surūr al-Maqdisī (arabisch عبد الغني بن عبد الواحد بن سرور المقدسي, DMG ʿAbd al-Ġanī b. ʿAbd al-Wāḥid b. Surūr al-Maqdisī; geb. 1146 in Dschammāʿīl, in einem Bergdorf bei Nablus; gest. 1203 in Kairo) war ein hervorragender Vertreter der Hanbaliten und gilt als Begründer der großen Biographien über die Traditionarier der kanonischen Traditionssammlungen.
Auf seinen ausgedehnten Studienreisen verkehrte er in den Kreisen der bekanntesten Gelehrten seiner Zeit in Bagdad, Mosul, Damaskus, Jerusalem, Alexandria und Kairo, wo er nach mehrjähriger Lehrtätigkeit starb. adh-Dhahabī (gest. 1348) stellt den Lebenslauf und die Gelehrtentätigkeit von al-Maqdisī in seiner „Biographie vornehmer Gelehrtengrößen“ äußerst detailliert dar und führt die Titel seiner Werke, die damals noch bekannt waren, in einem dafür gewidmeten Kapitel auf zwei Seiten (Bd. 21, S. 446–448) auf. Sein wichtigster Lehrer war as-Silafī mit Wirkungskreis Alexandria, den er mehrfach aufsuchte und, adh-Dhahabī zufolge, in seinem Kreis rund eintausend Hefte (dschuzʾ / ǧuzʾ ) aufzeichnete. Die wichtigsten Jahre seiner Ausbildung verbrachte er in Damaskus, wo seine Familie nach der Einnahme der Stadt durch Nur ad-Din az-Zankī im Jahre 1154 und in der Folgezeit unter den Ayyubiden an der Herausbildung der islamischen Gelehrsamkeit wesentlichen Anteil hatte. Er selbst und andere Mitglieder der Familie al-Maqdisī – werden in zahlreichen Kolophonen als Teilnehmer an Vorlesungen in Damaszener Gelehrtenkreisen genannt. In den gesammelten Zertifikaten tritt er sowohl als vortragender Lehrer als auch als Kopist und Zuhörer in Erscheinung.

## Werke
al-Maqdisī ist vor allem durch seine Werke, die heute nur zum Teil erhalten sind, über das Hadith und über seine Überlieferer bekannt geworden. Sein bekanntestes Werk auf diesem Gebiet ist seine umfassende Biographie derjenigen Überlieferer, die in den sechs kanonischen Hadith-Sammlungen (al-Kutub as-sitta) in den Isnaden genannt werden. Es trägt den Titel:
- al-Kamāl fī maʿrifat asmāʾ ar-ridschāl (الكمال في معرفة أسماء الرجال / al-Kamāl fī maʿrifat asmāʾ ar-riǧāl / ‚Das Vollständige in der Kenntnis der Namen der Überlieferer‘)

Dieses Werk, wovon mehrere Handschriften existieren, ist erstmals 2016 in Kuwait publiziert wurden.

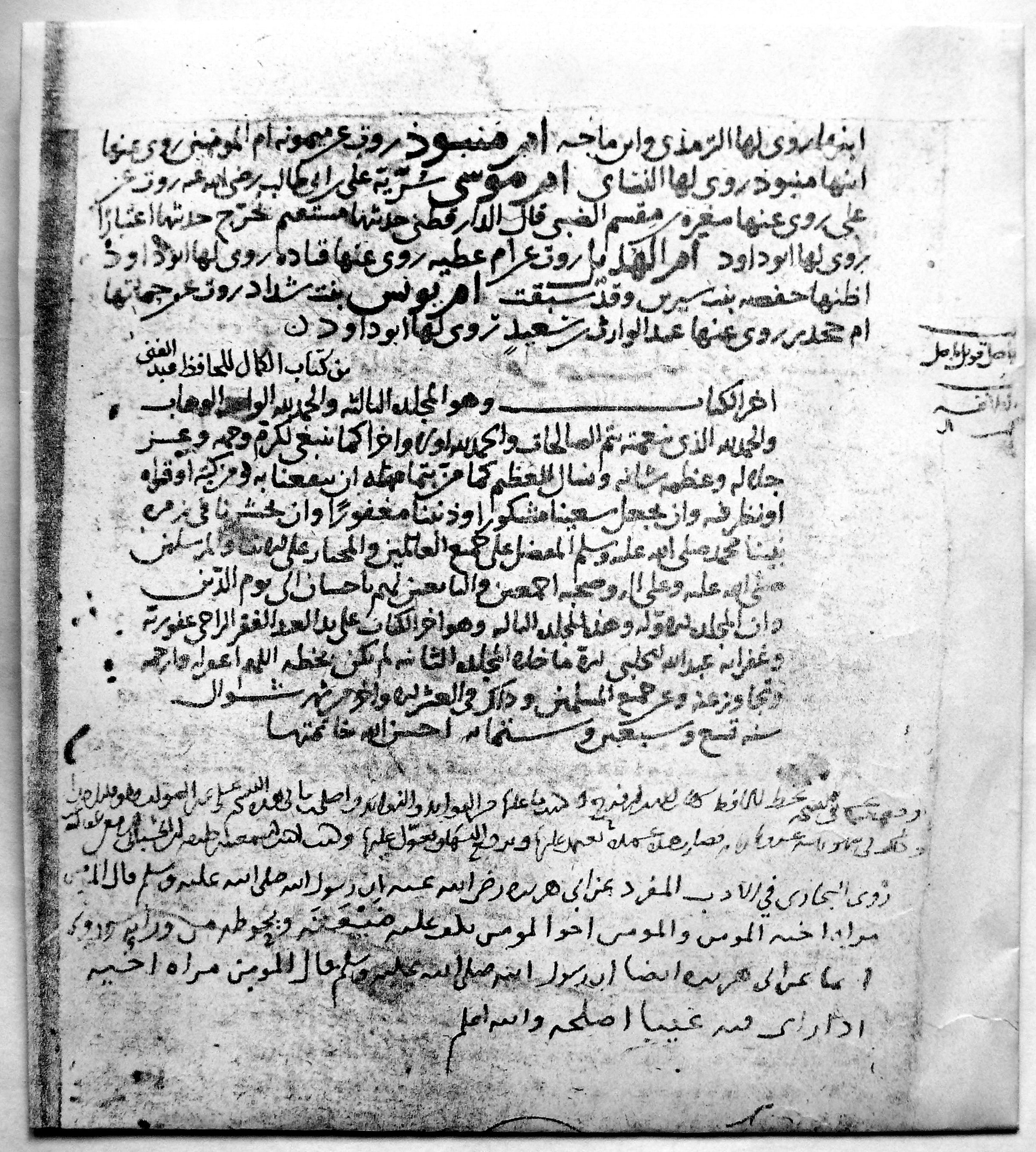
Ende des dritten und letzten Bandes. Datum der Abschrift:Šawwāl 679=Januar–Februar 1281

Dieses Werk von ʿAbd al-Ghanī war die Grundlage für die fünfunddreißig Bände umfassende Gelehrtenbiographie von al-Mizzi (gest. 1341), der al-Maqdisīs Angaben korrigierte und vor allem mit weiteren Biographien von Traditionariern erweiterte, die als Überlieferer in den einschlägigen Hadith-Sammlungen erscheinen. Diese Erweiterung des Vollständigen (Tahḏīb al-kamāl) hat dann adh-Dhahabī unter dem Titel Vergoldung der Erweiterung des Vollständigen (Taḏhīb tahḏīb al-kamāl fī asmāʾ ar-riǧāl) bearbeitet, gekürzt und mit den Namen bis dahin nicht genannter Überlieferer der Hadith-Literatur ergänzt. Zu diesem letztgenannten Werk verfasste dann Ahmad ibn ʿAbdallāh ibn Abī Chair al-Chazradschī (gest. 1523) eine dreibändige Zusammenfassung (Chulāsa) und berücksichtigte dabei auch die weiteren Bearbeitungen seiner Vorgänger. Er wertete ferner diejenigen Hadithmaterialien aus, die die Verfasser der sechs kanonischen Traditionssammlungen in ihren anderen Werken benutzt haben.
Al-Maqdisīs Werk und seine Erweiterung bzw. Zusammenfassung in den Nachfolgegenerationen sind die Grundlagen der Hadith-Kritik, deren literarisch dokumentierte Anfänge schon im 8. Jahrhundert nachweisbar sind.
- ʿUmdat al-ahkām min kalām chair al-anām (عمدة الأحكام من كلام خير الأنام / ʿUmdat al-aḥkām min kalām ḫairi ʾl-anām / ‚Die Stütze der Vorschriften aus den Aussagen des besten der Menschen‘ (d. i. Mohammed)) ist eine groß angelegte und nach den Kapiteln der islamischen Jurisprudenz angeordnete Sammlung von rechtsrelevanten Hadithen nach dem Propheten. Wie der Verfasser im Vorwort ausführt, entstand das Werk auf Wunsch seiner Zeitgenossen, um Rechtsentscheidungen anhand von Aussagen des Propheten, die sowohl bei al-Buchari als auch bei  Muslim ibn al-Haddschādsch erhalten sind, zu treffen. Das Buch beginnt mit den Kapiteln über Fragen der rituellen Reinheit (Taharaaṭ-Ṭahāra) und endet mit dem Kapitel über den Verkauf des freigelassenen Sklaven (Bayʿu ʾl-mudabbar).[11] Ein Teil davon, der nur die wichtigsten Traditionen des Propheten und seiner Gefährten über die Wallfahrtszeremonien beinhaltet, ist 1987 in Beirut erschienen.[12]

- Mihnat al-Imam Ahmad ibn Hanbal asch-Schaibani (محنة الامام أحمد بن حنبل الشيباني / Miḥnat al-imām Aḥmad b. Ḥanbal aš-Šaibānī / ‚Die Inquisition gegen Ahmad ibn Hanbal‘)[13] fasst die Vernehmung und Bestrafung zusammen, mit denen Ahmad ibn Hanbal während der Miḥna in Zusammenhang mit theologischen Fragen, vor allem darüber, ob der Koran erschaffen sei (Erschaffenheit des Korans) und ob der Mensch Gott am Tage der Auferstehung erblicken könne, konfrontiert war. Weitere Diskussionen über das Wesen Gottes, seine Attribute und Handlungen waren die zentralen Fragen, die die Gegner der Mihna nicht im Sinne der Staatsdoktrin zu beantworten vermochten. Auf rund 200 Druckseiten seines Werkes fasst ʿAbd al-Ghanī diese Themen mit der Darstellung der Positionen von Ibn Ḥanbal zusammen und ergänzt sie mit Aussagen seiner Zeitzeugen über seinen Charakter und Vorzüge (manāqib). Hierbei wertet er zeitgenössische Quellen  aus: er nennt Ṣāliḥ, den Sohn Ibn Ḥanbals und Hanbal ibn Ishaq ibn Hanbal (gest. 886), die über direkte Informationen aus der Zeit der Miḥna verfügten und als Verfasser von Schriften über Ibn Ḥanbals Schicksal bekannt waren. Abū Tāhir as-Silafī (gest. 1180) war einer seiner wichtigsten Lehrer, den al-Maqdisī in seinem Werk als direkte Quelle benutzt: „Abū Ṭāhir as-Silafī berichtete uns fī kitābihi...“. Dies lässt auf seine Übernahme von Materialien in den Vorlesungen bei as-Silafī schließen.
- ad-Durra al-muḍīʾa fī ʾs-sīra an-nabawiyya (الدرة المضيئة في السيرة النبوية / ‚Die leuchtende Perle über die Prophetenbiographie‘) ist eine Kurzfassung der Sira Mohammeds.[14]